# Milena Foltýnová
Milena Foltýnová (14. května 1950 – 24. prosince 1993) byla československá reprezentantka v házené. Hrála v dresu tehdejšího Gottwaldova. V roce 1981 se vdala do Rakouska, které pak reprezentovala na LOH 1984 v Los Angeles. Na její počest byl v roce 1995 ve Zlíně uspořádán memoriál Mileny Foltýnové, později známý jako Barum Continental cup. Od roku 1994 se v Litvínově každoročně pořádá memoriál.

## Úspěchy
za Československo
- 5. místo na LOH 1980 v Moskvě
- 4. místo na MS 1978
- 6. místo na MS 1973
- 6. místo na MS 1975
- 5x nejlepší házenkářka Československa (1974, 1975, 1977, 1978, 1979).
- Nejlepší střelkyně ligy v sezonách: 1976/1977, 1977/1978, 1978/1979, 1979/1980.

za Rakousko
- 5. místo na LOH 1984 v Los Angeles